# Osvaldo Cruz
Osvaldo Héctor Cruz (ur. 29 maja 1931, zm. 20 marca 2023) – piłkarz argentyński noszący przydomek Zurdo (co znaczy Lewy), napastnik (lewoskrzydłowy). Wzrost 168 cm, waga 70 kg.
Jako piłkarz klubu Independiente de Avellaneda wziął udział w turnieju Copa América 1955, gdzie Argentyna zdobyła mistrzostwo Ameryki Południowej. Cruz zagrał w trzech meczach – z Paragwajem, Ekwadorem i Peru.
Drugi raz w swej karierze Cruz wystąpił w mistrzostwach kontynentalnych podczas turnieju Copa América 1957, gdzie Argentyna znów zdobyła mistrzostwo Ameryki Południowej. Zagrał we wszystkich sześciu meczach – z Kolumbią (zdobył bramkę), Ekwadorem, Urugwajem, Chile, Brazylią (zdobył bramkę) i Peru.
Wciąż jako gracz klubu Independiente był w kadrze reprezentacji podczas finałów mistrzostw świata w 1958 roku, gdzie Argentyna odpadła w fazie grupowej. Cruz zagrał w dwóch meczach – z Niemcami i Czechosłowacją.
Razem z Independiente wziął udział w drugiej edycji Pucharu Wyzwolicieli – Copa Libertadores 1961. Klub Cruza wyeliminowany został przez brazylijską drużynę SE Palmeiras. Właśnie Palmieras był jednym z klubów, w których występował Cruz. Występował także w Chile.
W reprezentacji Argentyny Cruz rozegrał łącznie 21 meczów i zdobył 3 bramki. Charakteryzował się bardzo dużą szybkością, a jego celne podania często stwarzały partnerom z ataku okazje bramkowe. Był klasycznym skrzydłowym, który dzięki wrodzonej szybkości stosował na ogół tzw. długi zwód. Jego dośrodkowania dokonywane z pełnego biegu i ostrego kąta zawsze były silne i celne.